# Brachycaudus cardui
Brachycaudus cardui är en insektsart som först beskrevs av Carl von Linné 1758.  Brachycaudus cardui ingår i släktet Brachycaudus och familjen långrörsbladlöss. Arten är reproducerande i Sverige. Inga underarter finns listade i Catalogue of Life.